# AeLL
AeLL(일본어: エール)는 일본의 여성 4인조 아이돌 그룹이다.

## 개요
에르는 인기 그라비아 아이돌 시노자키 아이를 중심으로 2011년 1월 1일 결성된 일본의 여성 아이돌 그룹이다. 멤버는 시노자키 아이를 포함하여 니시 에리카, 시조 하루나, 다카나 구미로 이루어져 있다. 결성시 유키 고도우라는 멤버가 한명 더 있었지만 그녀는 개인적인 사정으로 얼마 후(2011년 3월) 은퇴했다. 에르의 리더는 멤버 중 최고 연장자인 니시 에리카이다.
그룹명은 Activity Eco Life with Love의 약자로 영어로 AeLL.라고 표기하며 일본어로는 エール, 한국어로는 에르라고 표기한다. 에르는 그룹명에 담긴 의미처럼 '건강', '생태', '환경' 문제에 정면으로 맞서는 아이돌이라는 활동 방침을 내세우며 2011년 1월 1일 첫 활동을 시작했다. 활동 기간 동안 생태에 관하여는 미나미알프스 시 카미미야지 지역 휴경지 개간, 환경문제에 관하여는 후지산 정기 청소(쓰레기 치우기, 분리수거 캠페인), 건강에 관하여는 마라톤 대회 참가에 줄곧 종사했다.
에르는 일본 내에서 톱 아이돌 그룹에 속하는 그룹은 아니지만 멤버 중 일본 최고의 그라비아 아이돌 시노자키 아이가 속해 있어 항상 주목을 받았고 유명세를 탔다. 에르는 '지하 아이돌'(인디즈 아이돌, 라이브 아이돌, 로컬 아이돌 등으로 불리기도 한다.)로도 불리는데, 지하 아이돌은 방송중심의 매체를 통해 활동하는 일반 아이돌과는 달리 라이브를 중심으로 공연 위주의 활동을 하는 소규모 인디 아이돌을 뜻하는 말이다. 한국에서 에르 팬의 대부분은 시노자키 아이의 팬이다.
에르는 멤버들의 개별 활동에의 전념을 위해 도쿄 신주쿠 ReNY에서 단독 공연을 가진 뒤 2014년 9월 14일 그룹 활동을 잠정 중단했다.

## 내력
2011년

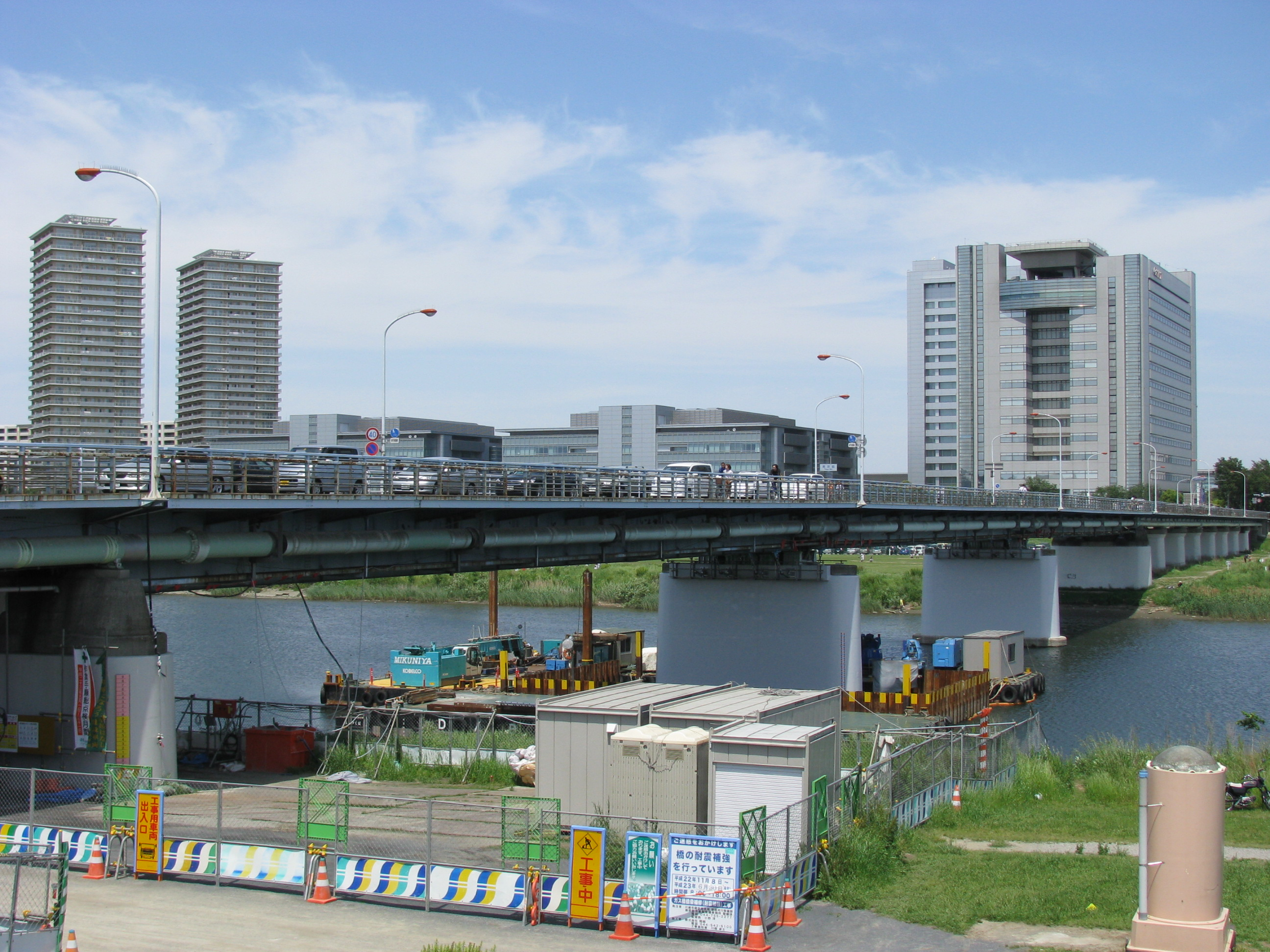
에르가 참가한 다마가와 댐 건강 마라톤 (10km) 회장의 가스교량 (2011년 5월 15일)

- 1월 1일 - 에르 결성 및 정월 초하루 다마가와 댐 10Km 건강 마라톤 (10 km) 참가
- 1월 10일 - 에르 결성 발표
- 4월 2일 - 「재해지에 성원을 보내자! 이제 일어나라 일본! STAND UP! JAPAN」 참가
- 2월 13일 - 아카바네 하프 마라톤 (20 km) 참가 (멤버 전원 완주)
- 4월 2일 - 동일본대지진 재해지 응원 공연 (~ 7월 24일)
- 4월 29일 - 1st 싱글 「エコロジーモンキーズ (Ecology Monkeys, 생태학적 원숭이들)」발표 및 발매 기념 이벤트 개최 @ 신주쿠 도쿄 타워 레코드 점[1][2][2][2][3][4][5]
- 5월 2일 - 제1회 팬미팅 @ 요코하마
- 6월 4일 - 걷기 세컨드 윈드 AC(세컨드 윈드 선수 클럽)와 합작 기획
- 5월 27일 - 아이돌 페스티벌 in 히비야 참가, Live 및 악수회 @ 됴코 지요다구 히비야 야외 음악당[6]
- 6월 16일 - 영화 '스카이라인' 대 좌담회 실시 및 '인류 흡입게임' 도전[7]
- 6월 19일 - 도쿄 동방학원전문학교 "오픈 캠퍼스 체험 입학" 텔레비전 스튜디오 체험 실습[8]
- 6월 24일 - 2nd 싱글 「頑張れ! 私! (GANBARE! WATASHI!, 힘 내! 나!)」 커플링 곡 Switch PV 촬영 @ 도쿄 동방학원전문학교 TV 스튜디오[9]
- 7월 21일 - 아키바 Live & 악수회 @ 도쿄 아키하바라 아키바 ☆ 소프 맵 1호점[10]
- 7월 24일 - 「이바라키현 지진재해 부흥자선 이벤트 이바라키현 음악제 Vol.2 in 오오아라이」 참가
- 7월 31일 - 2nd 싱글 「頑張れ! 私! (GANBARE! WATASHI!, 힘 내! 나!) 」 발표 및 발매 기념 인스토어 이벤트 개최 @ 타워레코드 도쿄 신주쿠 점[11]
- 8월 7일 - 제2회 팬 미팅 @ 오사카
- 8월 12일 - 우라와 미소 이온의 HMV에서 하루 점원
- 9월 5일 - 정규 1집 「With AeLL」 발표
- 10월 2일 - 에르마을 프로젝트 시동, 개간 & 농업 체험 @ 미나미알프스 시 카미미야지 지역 휴경지[12]
- 10월 9일 - 제12회 타이 페스티벌 참가
- 10월 15일 - 후지산 정기 청소 참가
- 11월 2일 - 도쿄라면 쇼 2011 스페셜 서포터 (~ 11월 6일)[13]
- 11월 19일 - 3rd 싱글 「Everyday Makenai!」 발표
- 12월 4일 - 에르마을 프로젝트, 개간 작업 @ 미나미알프스 시 카미미야지 지역 휴경지
- 12월 31일 - 에르 결성 365일째의 첫 원맨 라이브!, 위험한 녀석. 2011@ 시부야 DESEO

2012년
- 2월 11일 - 4th 싱글 「ありがとうサヨナラ。(Arigato Sayonara., Thank You Goodby.)」 발표 및 발매 기념 인스토어 이벤트 개최 @ 타워레코드 도쿄 신주쿠 점[14][15]
- 3월 21일 - 에르마을 프로젝트, 씨감자 심기 & 감자 재배 @ 미나미알프스 시 카미미야지 지역 휴경지[16]
- 4월 22일 - 에르마을 프로젝트, 개간 및 복숭아 꽃 적화 작업 @ 미나미알프스 시 카미미야지 지역 휴경지[17]
- 5월 26일 - 기타스나 아이돌 축제 Live & 악수회 @ 헬로！프로젝트 오피셜 숍 후케 서점 '아리오 기타스나'[18]
- 7월 1일 - 북알프스 릴레이 마라톤 & 로드 레이스 참가
- 7월 13일 - 에르 마을 프로젝트, 감자 수확, 잡초·대나무 벌채, 복숭아 수확 @ 미나미알프스 시 카미미야지 지역 휴경지
- 7월 22일 - 후지산 세계 문화 유산 등록 응원 이벤트 '후지산 에르' 개최 @ 야마나시 현 후지큐 하이랜드[19]
- 8월 4일 - 도쿄 아이돌 페스티벌 2012 참가
- 8월 13일 - 한게임 재팬 개최, 한게임 여름 축제 2012 "함께 한게임" 참가[20]
- 8월 29일 - 신주쿠 LOFT & 타워레코드사 공동기획 라이브, '우리들의 청춘 ~ 한여름의 망상 협주곡 ~' 출연 @ 도쿄 신쥬쿠 LOFT[21]
- 9월 5일 - 정규 1집 「with AeLL.」 발표
- 9월 22일 - 라이브 이벤트 '선샤인 Monthly i-pop Festival' 참가 @ 신세이 이케부쿠로 선샤인 시티 분수 광장[22]
- 10월 20일 - 3rd 원맨 라이브 @ 도쿄 시부야 O-EAST[23]
- 10월 24일 - 에르마을 프로젝트, 고구마 캐기 작업 @ 미나미알프스 시 카미미야지 지역 휴경지[24]
- 10월 26일 - 도쿄라면 쇼 2012 스페셜 서포터 (~ 11월 4일)[25]
- 10월 9일 - 제12회 타이 페스티벌 참가
- 11월 11일 - 에르마을 프로젝트, 제사 차례 @ 미나미알프스 시 카미미야지 지역 휴경지
- 12월 30일 - 아이돌 제너레이션 vol.7 라디오 NIKKEI 공개수록 라이브 (응원송 'Chu! Chu! Hareru Yeah'로 오프닝 장식) @ 도쿄 키치 죠지 CLUB SEATA.[26]

2013년
- 1월 1일 - 신년전야 라이브 @ 야마나시 카즈 홀 공연
- 3월 11일 - 5th 싱글 「Magic⇔Music」발표
- 3월 16일 - 첫 3대 도시 원맨 라이브 『좋아 투어』 @ 나고야 보텀라인
- 3월 31일 - 너무 좋아 도쿄 ♡ Live @ 도쿄 키네마 클럽

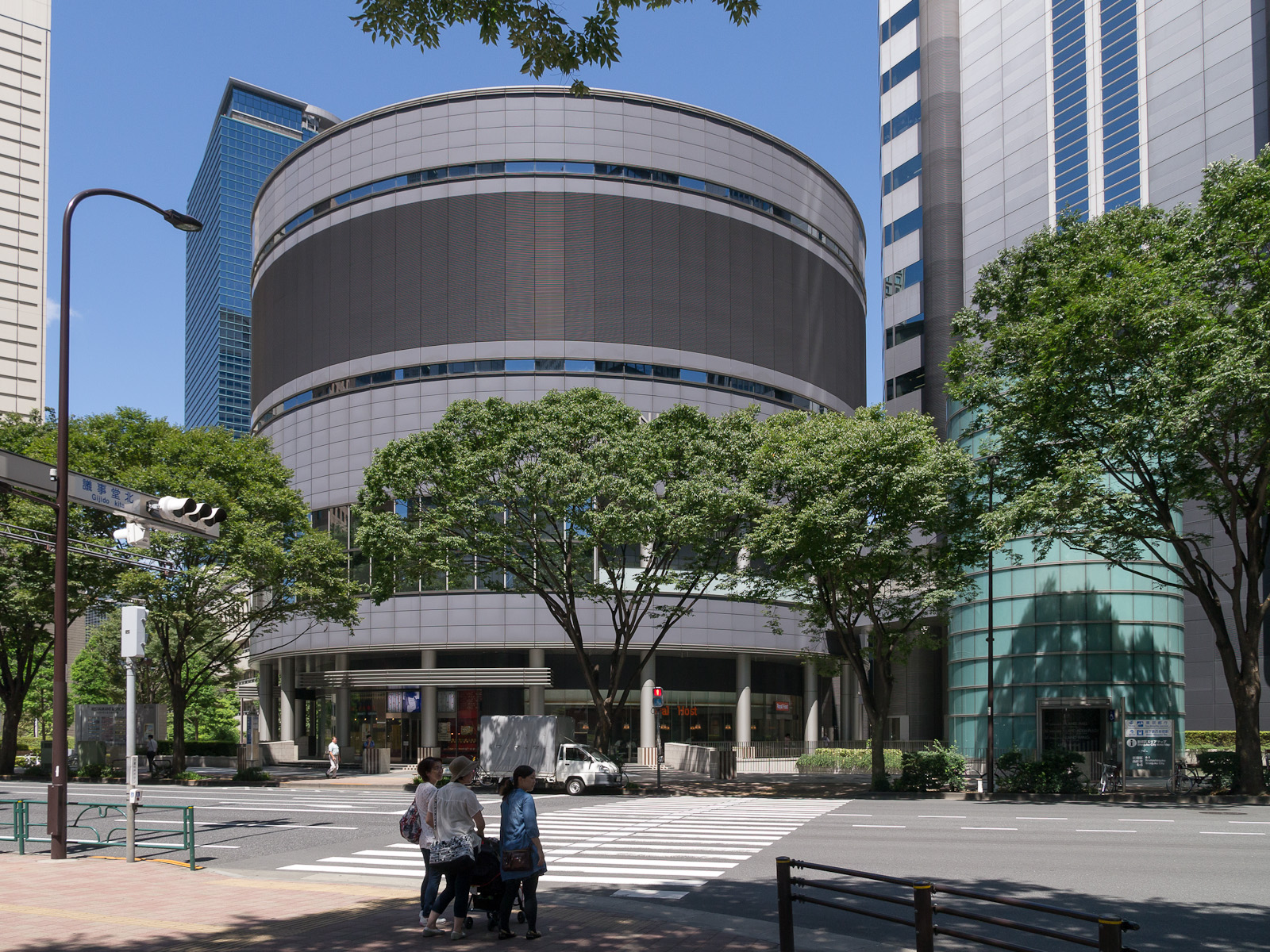
에르 라스트 원맨 라이브 인 도쿄가 열린 도쿄 신주쿠 ReNY (신주쿠 아일랜드 타워 남쪽 동 관내) (2012년 8월)

- 3월 23일 - 좋아 나 자지 않아 오사카 Live ♡ @ 오사카 스튜디오 파르티타
- 7월 7일 - 세계문화유산에 등록된 후지산에 올라 에도야에서 열쇠고리 등 유산 등록과 연계된 한정 상품 판매 활동
- 7월 31일 - 에르마을 프로젝트, 태양 광 패널 설치 위한 자금 모집 운동 (~ 8월 31일) @ 미나미알프스 시 카미미야지 지역 휴경지[27][28]
- 8월 7일 - 6th 싱글 「シンデレラ サマータイム (CINDERELLA SUMMER TIME)」 발표
- 10월 27일 - 싱글 「りがとうサヨナラ。(Arigato Sayonara., Thank You Goodby.)」 발표

2014년
- 2월 9일 - "만약 가스펠 합창단 Be Choir와 아이돌 그룹 에르가 협업 라이브를 하면" @ 도쿄 시네마 클럽[29]
- 2월 28일 - 메구로 소방서 소방훈련 참가, 일일 소방훈련 지휘 @ 도쿄 메구로 아서원[30]
- 4월 6일 - 정규 2집 「4/4 Yon Bun no Yon」 발매 이벤트 @ 도쿄 이케부쿠로 선샤인 분수 광장[31].
- 5월 14일 - 그룹 공식 블로그를 통해 마지막 공연을 가진 뒤 멤버들의 개별 활동에의 전념을 위해 9월 14일 날짜로 활동을 잠정 중단한다고 하는, 팬들에게 아쉬운 소식을 전함.[32]
- 9월 5일 - 정규 2집 「4/4 Yon Bun no Yon」 발표
- 9월 6일 - 에르 라스트 원맨 라이브 인 도쿄 ~ 3년 반 정말 고마워 ~ @ 도쿄 신주쿠 ReNY[33].
- 9월 14일 - 잠정 활동 중단

## 구성원
| 이름                                              | 소개 | 소개 |
| ------------------------------------------------- | --- | --- |
| 니시 에리카 영어: Nishi Erika, 일본어: 西恵利香   | - 애칭 : 에리링, 엘리스, 에리카 - 생년월일 : 1989년 1월 11일(36세) - 출생지 : 일본 사이타마현 - 신체 사이즈 : 152 cm, 74/58/83 cm - 혈액형 : A - 비고 : 리더ˑ MC 담당, 조정자 역할 - 프로필 비고 : 공식 프로필 - 활동기간 : 2011년 1월 1일 ~ 2014년 9월 15일         | 니시 에리카는 에르의 최연장자이자 리더이다. 그 때문인지 책임감 같은 것을 갖고 있으며 이 때문에 굉장히 엄격한 편이다. 공연이나 이벤트에서는 MC를 담당하고 토크를 정리하는 역할을 맡는다. 그라비아 아이돌 및 에르로 활동하기 전에는 슈퍼마켓에서 캐셔로 일한 바 있어 엄청난 맛치이다. |
| 시노자키 아이 영어: Shinozaki Ai, 일본어: 篠崎愛  | - 애칭 : 아이짱, 러브탄 - 생년월일 : 1992년 2월 26일(33세) - 출생지 : 일본 도쿄도 - 신체 사이즈 : 160 cm, 87/60/88 cm - 혈액형 : A - 시력 : 좌 1.2, 우 1.2 - 비고 : 치유 담당, 시원한 느낌 - 프로필 비고 : 공식 프로필 - 활동기간 : 2011년 1월 1일 ~ 2014년 9월 15일 | 시노자키 아이는 2,006년 그라비아 아이돌로 데뷔, 최고의 그라비아 아이돌로 성장했지만, 오랜 꿈인 가수의 꿈을 이루기 위해 에르에서 아이돌로 데뷔를 했다. 사실 그녀는 2008년 솔로 데뷔 싱글 M을 발표한 적이 있다. 하지만 당시 소속사에서는 그녀의 이미지가 그라비아 아이돌로서만 강조되는 면이 있었기 때문에 가수로서의 활동은 쉽지 않았다. 에르의 소속사인 샤이닝월로 옮기고 나서야 그녀는 그라비아 아이돌 뿐 아니라 가수, 그리고 배우로 활동영역을 넓히고 있다. 그리고 에르로 활동하면서는 노출이 심한 복장도 입지 않고 있다. 시노자키 아이는 노래 부르는 것을 매우 좋아하며 노래 실력 또한 굉장히 뛰어나 일본의 아이돌 중 최정상급으로 평가받고 있다. |
| 시조 하루나 영어: Shijou Haruna, 일본어: 石條遥梨 | - 애칭 : 하루룽 - 생년월일 : 1993년 6월 11일(31세) - 출생지 : 일본 도쿄도 - 신체 사이즈 : 163 cm, 80/60/88 cm - 혈액형 : O - 비고 : 보케 담당, 개그 포인트 담당, 에르의 천연소재 - 프로필 비고 : 공식 프로필 - 활동기간 : 2011년 1월 1일 ~ 2014년 9월 15일           | 시조 하루나는 성대 묘사가 뛰어가 개그 포인트를 담당한다. 평소 망상을 잘 하고 어리버리한 모습을 자주 보이기도 한다. 그리고 화분증 or 알레르기 비염 때문에 늘 코를 훌쩍거린다. 그런 모습들이 팬들에게는 귀여운 모습으로 다가오기도 하는데, 약간의 백치미를 느끼게 한다. |
| 다카나 구미 영어: Takana Kumi, 일본어: 鷹那空実   | - 애칭 : 몬치 - 생년월일 : 1994년 1월 21일(31세) - 출생지 : 일본 도쿄도 - 신체 사이즈 : 162 cm, 82/58/84 cm - 혈액형 : A - 비고 : 장난기 많은 막내 담당 - 프로필 비고 : 공식 프로필 - 활동기간 : 2011년 1월 1일 ~ 2014년 9월 15일                                    | 다카나 구미는 에르의 막내이다. 원숭이를 닮아서 몬치라는 별명을 갖고 있기도 하다. 어리광을 잘 부리며 울보가 아닐까 하는 의심도 받는다. |

## 음반
싱글
- エコロジーモンキーズ (Ecology Monkeys, 생태학적 원숭이들) (2011년 4월 29일)

1. エコロジーモンキーズ (Ecology Monkeys, 생태학적 원숭이들)
2. Chu!Chu! 晴れる yeah (Chu! Chu! Hareru Yeah, 추!추! 하레루 야)
3. エコロジーモンキーズ (Ecology Monkeys) -instrumenal-
4. Chu!Chu! 晴れる Yeah (Chu! Chu! Hareru Yeah, 추!추! 하레루 야) -instrumenal-

- 頑張れ! 私! (GANBARE! WATASHI!, 힘내라! 나!) (2011년 7월 31일)

1. 頑張れ! 私! (GANBARE! WATASHI!, 힘내라! 나!)
2. Swich
3. 頑張れ! 私! (GANBARE! WATASHI!, 힘내라! 나!) -instrumenal-
4. Switch -instrumental-

- Everyday 負けない! (Everyday MAKENAI!, I'll fight Every Day!) (2011년 11월 19일)

1. Everyday 負けない! (I'll fight Every Day!) (영화 구멍난 팬티 더 무비 OST)
2. sp X'mas for you
3. Everyday 負けない! (I'll fight Every Day!) -instrumental
4. sp X'mas for -instrumental-

- ありがとうサヨナラ (고마워요 안녕。, Arigato Sayonara, Thank You Goodby, 아리가토 사요나라) (2012년 2월 11일)

1. ありがとうサヨナラ (고마워요 안녕。, Arigato Sayonara, Thank You Goodby, 아리가토 사요나라)
2. JOY
3. ありがとうサヨナラ (고마워요 안녕。, Arigato Sayonara, Thank You Goodby, 아리가토 사요나라) -instrumental

- MAGIC⇔MUSIC (2013년 3월 31일)

1. MAGIC⇔MUSIC
2. 舞桜 (Maizakura, 춤추는 벚꽃)

- シンデレラ サマータイム (CINDERELLA SUMMER TIME) (2013년 8월 7일)

1. シンデレラ サマータイム (CINDERELLA SUMMER TIME)
2. Everybody Say
3. シンデレラ サマータイム (CINDERELLA SUMMER TIME) -instrumental-
4. Everybody Say -instrumental-

기타 싱글
- Aozora / Kizuna (푸른 하늘 / 정) (2013년 10월 27일)

1. 青空～きっと想いは届く～(Aozora ~Kitto Omoi wa Todoku~) (제5회 '시마다 오이가와 마라톤 in 리버티' 공식 테마 송)
2. 絆 (Kizuna) ('시마다 오이가와 마라톤 in 리버티' 공식 응원 송)
3. 青空～きっと想いは届く～(Aozora ~Kitto Omoi wa Todoku~) -instrumental-
4. 絆 (Kizuna) -instrumental-

정규
- with AeLL．(2012년 9월 5일)

| #  | 곡 제목                                                        | 작사/작곡/(편곡) | 재생시간 |
| -- | -------------------------------------------------------------- | ---------------- | -------- |
| 01 | 4 Colors                                                       |                  |          |
| 02 | Darling!?                                                      |                  |          |
| 03 | Everyday 負けない! (Everyday MAKENAI!, I'll fight Every Day!)  |                  |          |
| 04 | Joy                                                            |                  |          |
| 05 | ハリケーンガール (Hurricane Girl)                              |                  |          |
| 06 | 頑張れ! 私! (GANBARE! WATASHI!, 힘 내! 나!)                    |                  |          |
| 07 | Moonlight                                                      |                  |          |
| 08 | Endless Summer                                                 |                  |          |
| 09 | シグナル (Signal)                                              |                  |          |
| 10 | Chu!Chu! 晴れる yeah (Chu! Chu! Hareru Yeah, 추!추! 하레루 야) |                  |          |
| 11 | Heavenly Sky                                                   |                  |          |
| 12 | ありがとうサヨナラ。(Arigato Sayonara., Thank You Goodby.)     |                  |          |
| 13 | エコロジーモンキーズ (Ecology Monkeys, 생태학적 원숭이들)      | HAMMER/HAMMER    |          |

- 4/4 Yon Bun no Yon (2014년 9월 5일)

정규판
| #  | 곡 제목                                                                      | 작사/작곡/(편곡)                                     | 재생시간 |
| -- | ---------------------------------------------------------------------------- | ---------------------------------------------------- | -------- |
| 01 | シンデレラ サマータイム (CINDERELLA SUMMER TIME)                             | 찬코도/찬코도/찬코도                                 |          |
| 02 | 絆 (Kizuna, 정)                                                              | HAMMER/HAMMER/HAMMER                                 |          |
| 03 | 舞桜 (Maizakura, 춤추는 벚꽃)                                                | HAMMER/HAMMER/나츠메 데츠로                          |          |
| 04 | はぴば♪ (Hapiba ♪, 하삐바 ♪)                                                 | HAMMER/HAMMER/nao2                                   |          |
| 05 | 雨のち、痛快! (Ame Nochi, Tsuukai!, 비 갠 뒤 맑음)                           | 야마다 스미코/야마다 스미코, 엠.이치하라/엠.이치하라 |          |
| 06 | 永遠の記憶 (Eien no Kioku, 영원한 기억)                                      | ay/ay/RiZ☆Zun                                        |          |
| 07 | DREAMER                                                                      | 스도 유우키/스도 유우키                              |          |
| 08 | Everybody Say                                                                | 찬코도/찬코도, 야마다 스미코/찬코도                  |          |
| 09 | SUPER NOVA                                                                   | 스도 유우키/스도 유우키/스도 유우키                  |          |
| 10 | MAGIC⇔MUSIC (Album Mix)                                                      | 미조구치 다카노리/야기 유이치/사이토 도모나리        |          |
| 11 | エコロジーモンキーズ (Ecology Monkeys, 생태학적 원숭이들) (Funky Monkey Mix) | HAMMER/HAMMER/사이토 도모나리                        |          |

한정판
| #  | 곡 제목                                                      | 작사/작곡/(편곡)                                     | 재생시간 |
| -- | ------------------------------------------------------------ | ---------------------------------------------------- | -------- |
| 01 | シンデレラ サマータイム (CINDERELLA SUMMER TIME)             | 찬코도/찬코도/찬코도                                 |          |
| 02 | 絆 (Kizuna, 정)                                              | HAMMER/HAMMER/HAMMER                                 |          |
| 03 | 舞桜 (Maizakura, 춤추는 벚꽃)                                | HAMMER/HAMMER/나츠메 데츠로                          |          |
| 04 | はぴば♪ (Hapiba ♪, 하삐바 ♪)                                 | HAMMER/HAMMER/nao2                                   |          |
| 05 | 雨のち、痛快! (Ame Nochi, Tsuukai!, 비 온 후의 행복)         | 야마다 스미코/야마다 스미코, 엠.이치하라/엠.이치하라 |          |
| 06 | 永遠の記憶 (Eien no Kioku, 영원한 기억)                      | ay/ay/RiZ☆Zun                                        |          |
| 07 | DREAMER                                                      | 스도 유우키/스도 유우키                              |          |
| 08 | Everybody Say                                                | 찬코도/찬코도, 야마다 스미코/찬코도                  |          |
| 09 | SUPER NOVA                                                   | 스도 유우키/스도 유우키/스도 유우키                  |          |
| 10 | a little girl {다카나 구미}                                  | 야마다 스미코/야마다 스미코/fantastic M              |          |
| 11 | あるがままに (Aru Ga Mama Ni, 있는 그대로) {시노자키 아이}   | 찬코도/찬코도/찬코도, Naka de Lax                    |          |
| 12 | 扉ノムコウ (Tobira Nomukou, 문 저편) {시조 하루나}           | 스도 유우키/스도 유우키/스도 유우키                  |          |
| 13 | 変わらない想い (Kawaranai Omoi, 변함없는 마음) {니시 에리카} | HAMMER/HAMMER/후지야마 도쿠요시                      |          |
| 14 | MAGIC⇔MUSIC (Album Mix)                                      | 미조구치 다카노리/야기 유이치/사이토 도모나리        |          |
| 15 | エコロジーモンキーズ (Ecology Monkeys) (Funky Monkey Mix)    | HAMMER/HAMMER/사이토 도모나리                        |          |

DVD 첨부 한정판
Disk one
| #  | 곡 제목                                                      | 작사/작곡/(편곡)                                     | 재생시간 |
| -- | ------------------------------------------------------------ | ---------------------------------------------------- | -------- |
| 01 | シンデレラ サマータイム (CINDERELLA SUMMER TIME)             | 찬코도/찬코도/찬코도                                 |          |
| 02 | 絆 (Kizuna, 정)                                              | HAMMER/HAMMER/HAMMER                                 |          |
| 03 | 舞桜 (Maizakura, 춤추는 벚꽃)                                | HAMMER/HAMMER/나츠메 데츠로                          |          |
| 04 | はぴば♪ (Hapiba ♪, 하삐바 ♪)                                 | HAMMER/HAMMER/nao2                                   |          |
| 05 | 雨のち、痛快! (Ame Nochi, Tsuukai!, 비 온 후의 행복)         | 야마다 스미코/야마다 스미코, 엠.이치하라/엠.이치하라 |          |
| 06 | 永遠の記憶 (Eien no Kioku, 영원한 기억)                      | ay/ay/RiZ☆Zun                                        |          |
| 07 | DREAMER                                                      | 스도 유우키/스도 유우키                              |          |
| 08 | Everybody Say                                                | 찬코도/찬코도, 야마다 스미코/찬코도                  |          |
| 09 | SUPER NOVA                                                   | 스도 유우키/스도 유우키/스도 유우키                  |          |
| 10 | a little girl {다카나 구미}                                  | 야마다 스미코/야마다 스미코/fantastic M              |          |
| 11 | あるがままに (Aru Ga Mama Ni, 있는 그대로) {시노자키 아이}   | 찬코도/찬코도/찬코도, Naka de Lax                    |          |
| 12 | 扉ノムコウ (Tobira Nomukou, 문 저편) {시조 하루나}           | 스도 유우키/스도 유우키/스도 유우키                  |          |
| 13 | 変わらない想い (Kawaranai Omoi, 변함없는 마음) {니시 에리카} | HAMMER/HAMMER/후지야마 도쿠요시                      |          |
| 14 | MAGIC⇔MUSIC (Album Mix)                                      | 미조구치 다카노리/야기 유이치/사이토 도모나리        |          |
| 15 | エコロジーモンキーズ (Ecology Monkeys) (Funky Monkey Mix)    | HAMMER/HAMMER/사이토 도모나리                        |          |

Disk two : DVD (뮤직 클립)
01. シンデレラ サマータイム (CINDERELLA SUMMER TIME)

02. Everybody Say 

03. MAGIC⇔MUSIC

04. 舞桜 (Maizakura, 춤추는 벚꽃)

05. 4colors 

06. Darling!?

07. ハリケーンガール (Hurricane Girl)

08. シグナル (Signal)

09. moonlight 

10. ありがとうサヨナラ。(Arigato Sayonara., Thank You Goodby.)

11. JOY 

12. switch 

13. 頑張れ! 私! (GANBARE! WATASHI!, 힘 내! 나!) 

14. エコロジーモンキーズ (Ecology Monkeys, 생태학적 원숭이들)
편집
- Aell. Best ヤバいやつ(Yabaiyatsu).2011 (2012년 1월 14일)

| #  | 곡 제목                                                        | 작사/작곡/(편곡) | 재생시간 |
| -- | -------------------------------------------------------------- | ---------------- | -------- |
| 01 | エコロジーモンキーズ (Ecology Monkeys)                         |                  |          |
| 02 | Chu!Chu! 晴れる yeah (Chu! Chu! Hareru Yeah, 추!추! 하레루 야) |                  |          |
| 03 | 頑張れ! 私! (GANBARE! WATASHI!, 힘 내! 나!)                    |                  |          |
| 04 | Swich                                                          |                  |          |
| 05 | Everyday 負けない! (I'll fight Every Day!)                     |                  |          |
| 06 | sp X'mas for you                                               |                  |          |

## PV 목록
- エコロジーモンキーズ (Ecology Monkeys, 생태학적 원숭이들) - youtube. 2012. 8. 14.
- Switch - youtube. 2014. 10. 29.
- ありがとうサヨナラ。(Arigato Sayonara., Thank You Goodby.) - youtube. 2012. 8. 14.
- MAGIC⇔MUSIC - youtube. 2015. 2. 13.
- 舞桜 (Maizakura, 춤추는 벚꽃) - youtube. 2015. 2. 13.
- シンデレラ サマータイム (CINDERELLA SUMMER TIME) - youtube. 2013. 8. 6.
- Everybody Say - youtube. 2013. 8. 6.
- 4colors - youtube. 2012. 9. 7.
- Darling!? - youtube. 2012. 11. 21.
- JOY - youtube. 2015. 2. 10.
- ハリケーンガール (Hurricane Girl) - youtube. 2012. 8. 23.
- moonlight - youtube. 2012. 10. 2.
- シグナル (Signal) - youtube. 2012. 11. 21.

## 인터뷰 모음
- 시노자키 아이 등이 결성한 에르, CD 데뷔!. ascii.jp. 2011.05.02.
- 요즘의 아이돌은 스마트 폰에서 일정 관리!? 시노자키 아이가 이끄는 에르에게 들어 봤다 보관됨 2016-04-17 - 웨이백 머신. cybozu Live. 2012. 07.05.
- 크라우드 펀딩으로 "에르마을에 태양 전지 패널을!" 시노자키 아이가 이끄는 에코 아이돌 에르 인터뷰 보관됨 2016-04-27 - 웨이백 머신. ameba. 2013.8.3.